# Asbel Kiprop
Asbel Kiprop (Uasin Gishu, 30 de junho de 1989) é um corredor do Quênia, especializado nos 1500 metros. Foi campeão olímpico desta prova em Pequim 2008, após posterior desclassificação do vencedor dela, Rashid Ramzi, do Bahrein, por teste positivo de uso de estimulantes. Também tem o título de tricampeão mundial da prova, com suas vitórias em Daegu 2011, Moscou 2013 e Pequim 2015.

## Carreira
Filho de um atleta, também dos 1500 m, que participou dos Jogos Pan-Africanos de 1987, Asbel começou a correr em torneios escolares, aos 13 anos. No curso secundário, abandonou os estudos para se dedicar inteiramente ao atletismo. Passou a fazer parte da equipe de atletismo do Kipchoge Keino High Performance Training Centre em Eldoret, mas acabou sendo expulso por quebrar as regras ao levar sua namorada para os alojamentos.
Asbel apareceu no cenário internacional ao vencer o Campeonato Mundial de Cross-Country na categoria juniores e os 1500 m dos Jogos Pan-Africanos de 2007. No mesmo ano, seu quarto lugar no Campeonato Mundial de Atletismo de Osaka, no Japão, lhe deu seu melhor tempo pessoal na prova.
Nos Jogos Olímpicos de Pequim, em 2008, Kiprop perdeu a prova dos 1500 m por uma cabeça para o corredor do Bahrein, Rashid Ramzi, ficando com a prata. Porém, em setembro de 2009, Ramzi foi desclassificado pelo COI por testes positivos de uso de doping durante os Jogos, no caso CERA, um novo tipo da droga conhecida como EPO e Kiprop confirmado com campeão olímpico em seu lugar. Apesar de honrado, ele declarou que não ficou muito satisfeito pela maneira como foi elevado a campeão olímpico.
No Campeonato Mundial de Atletismo de 2009, em Berlim, ele teve mais um desapontamento ao ficar em quarto nos 1500 m, mesma colocação do mundial anterior. Em Daegu 2011, porém, tornou-se campeão mundial ao vencer a prova em 3m35s69.
Em 2012, depois de fazer o melhor tempo do ano para a distância e sua melhor marca pessoal (3m28s88) num evento em Mônaco, poucos dias antes dos Jogos Olímpicos, e fazer uma prova fácil durante as eliminatórias disputadas em Londres 2012, Kiprop apareceu como favorito para conquistar o bicampeonato olímpico. Entretanto, foi muito mal na final e acabou em 12º e último lugar na prova.
Em Moscou 2013 tornou-se bicampeão mundial dos 1500m, completando a prova em 3:36.28. Em julho de 2015 Kiprop fez a melhor marca de sua carreira e terceira melhor de todos os tempos, 3:26.69, no meeting de Mônaco da Diamond League, e chegou ao Mundial de Pequim 2015 como franco favorito à medalha de ouro; confirmou as previsões e tornou-se tricampeão mundial da prova em 3:34.40.
Este favoritismo entretanto não se consolidou na Rio 2016, onde chegou apenas em sexto lugar na mais lenta prova olímpica dos 1500 m desde Los Angeles 1932, não conseguindo acompanhar os vencedores no sprint final dado por eles nos últimos cem metros de uma corrida extremamente lenta até a última volta.